# Pathé de Kuip
Pathé de Kuip werd in 2002 geopend en is een megabioscoop geëxploiteerd door Pathé Nederland. De bioscoop telt 14 zalen verdeeld over 3 verdiepingen met in totaal 2746 stoelen. Met deze capaciteit is dit de grootste bioscoop van de regio Rotterdam en een van de drukste bioscopen van Nederland. De naam van deze bioscoop is afgeleid van het naast gelegen voetbalstadion De Kuip waarin Feyenoord zijn voetbalwedstrijden speelt.

## Inrichting
De grootste zaal in deze bioscoop is zaal 9 met 412 zitplaatsen. Voor rolstoelen geldt het als een toegankelijk theater. Dit doordat iedere zaal toegankelijk is voor een mindervalide en doordat de mindervalide plekken zich bovenaan de zaal bevinden. Pathé de Kuip maakt gebruik van het Dolby Digital 7.1 geluidssysteem.
Sinds februari 2017 is iedere zaal naast de normale stoelen ook uitgerust met een rij Comfort Seats waarin bezoekers voor een meerprijs een betere filmbeleving hebben in een luxere stoel.
Begin december 2017 zijn er 2 zalen verbouwd. Zaal 9 werd daardoor een Dolby Cinema-zaal. Ook is zaal 14 verbouwd naar een 4DX-zaal. Hiermee is Pathé De Kuip samen met Pathé De Munt de eerste bioscoop in Nederland die dit aanbiedt aan filmbezoekers.
Sinds begin 2018 is Pathé De Kuip uitgerust met een zogenoemde Pathé Boulevard, waarbij bezoekers keuze hebben uit een groter assortiment eten en drinken.

## Records
De bioscoop heeft door de jaren heen meerdere records op haar naam gezet. In 2013 ontving de bioscoop in één dag meer dan 13.140 bezoekers, dit was een landelijk record. Het record stond hiervoor ook al op naam van Pathé de Kuip, dat was in 2011 met meer dan 13.000 bezoekers. Sinds 2003 is Pathé de Kuip ook de drukst bezochte bioscoop van Nederland.
Amersfoort · Amsterdam (Arena · City · De Munt · Noord · Tuschinski) · Arnhem · Breda · Delft · Den Haag (Buitenhof · Scheveningen · Spuimarkt · Ypenburg) · Ede · Eindhoven · Groningen · Haarlem · Helmond · Leeuwarden · Maastricht · Nijmegen · Rotterdam (De Kuip · Schouwburgplein) · Schiedam · Tilburg (Centrum · Stappegoor) · Utrecht (Rembrandt · Leidsche Rijn) · Zaandam · Zwolle